# Бантоїдні мови

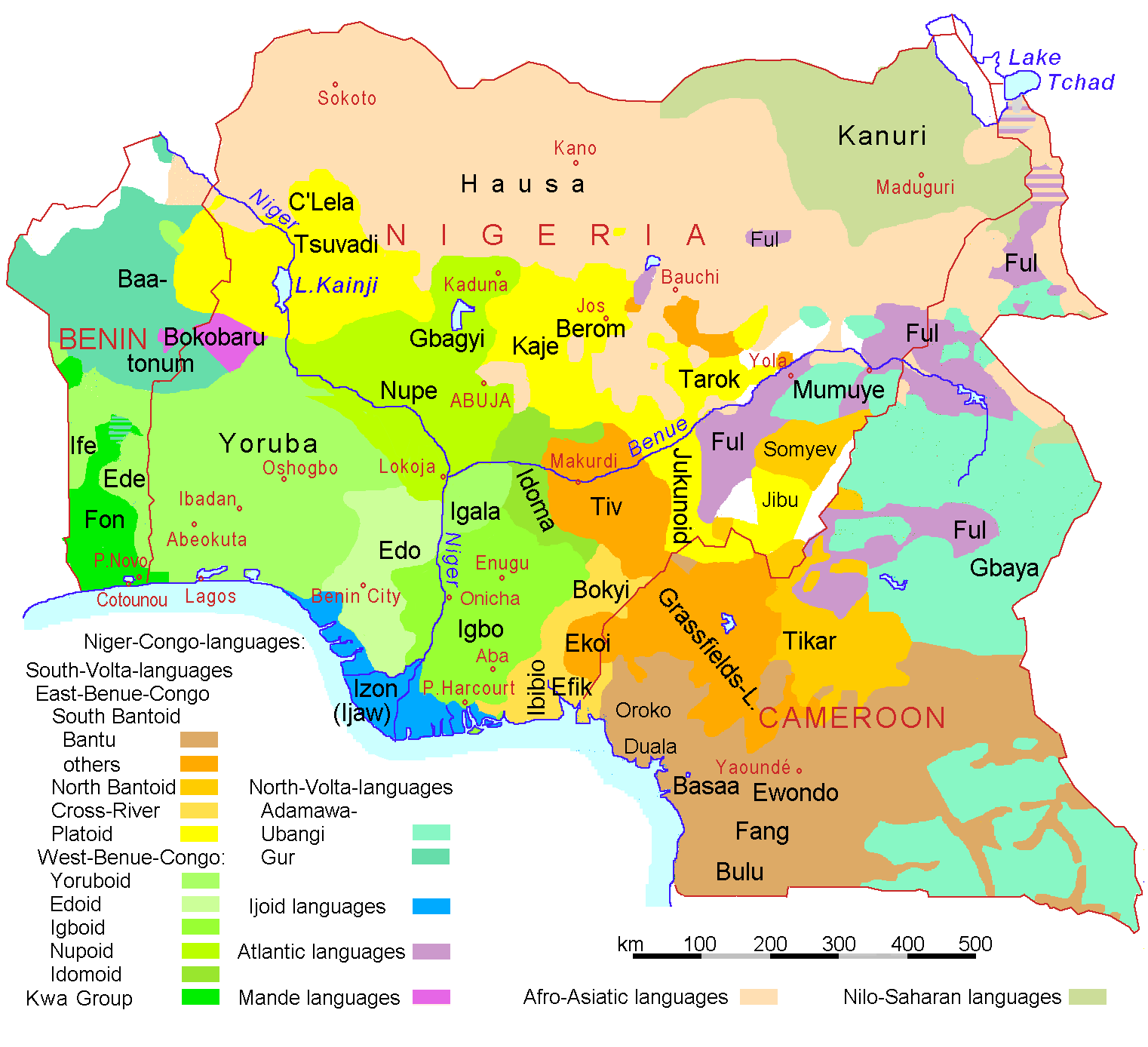
На мапі мов Нігерії, Камеруну та Беніну бантоїдні мови позначені коричневим і відтінками оранжевого кольорів

Бантоїдні мови — найбільша група мов з Бенуе-конголезької мовної підсім'ї. Поширені мови в країнах Африки південніше Сахари від Нігерії до Кенії та на південь до Південної Африки. Кількість розмовляючих на мовах — 130 млн осіб (1983).

## Класифікація
Поняття Бантоїдні мови, введене Малкольмом Гасрі в 1948 році замість поширеного раніше терміна «напівбанту», у класифікації Джозефа Грінберга набуло чітко генетичного змісту: із них виключені Західноатлантичні мови та Гур мови, але включені всі Банту мови.
Бантоїдні мови в широкому сенсі поділяються на 3 гілки:
- Тів
- Банту
- Бенуе
  - Абаньомська мова

У вузькому сенсі під бантоїдними мовами розуміють лише північно-західну окраїну бантумовного світу, тобто сукупність перехідних мов тив і бенуе на противагу численній різноманітності мов банту.

## Характеристика
Фонологічна система мов відрізняється різноманіттям звукових типів. Морфологія слабко розвинена, нефлективна (за винятком банту), у словоутворенні є елементи аглютинації (афіксація), зустрічаються словосклади та редуплікація. У формоутворенні переважає ізоляція. Системи іменних узгоджених класів за кількісним складом та збереженості узгоджених моделей сильно варіюють за мовами. У синтаксисі переважають прості речення, порядок слів: суб'єкт-предикат-об'єкт.

## Історія вивчення
Більшість мов безписемні. Для мови бамум існувало письмо, створене правителем Нджоя — письмо бамум. Вивчення бантоїдних мов почалось з мов банту в XVI ст. Дж. Бруїзотто. Першу спробу порівняльного вивчення мов «напівбанту» здійснив американський вчений Х.Джонстон (1919, 1922). Особливо великий інтерес ці мови викликають з 60-тих років XX ст. (СРСР, Нідерланди, США, Західна Німеччина, Велика Британія, Франція, країни Африки).